# 猿田彦神社 (掛川市高瀬)
猿田彦神社（さるたひこじんじゃ、英語: Sarutahiko Jinja）は、静岡県掛川市の神社である。近代社格制度における社格は無格社。

## 概要
静岡県掛川市高瀬に鎮座する神社である。猿田彦ノ神を祀っており、高瀬の住民を氏子としている。佐束山に連なる静謐な山中に立地しており、林の中の鳥居をくぐると石段が境内まで続いている。

## 祭神
- 猿田彦ノ神[2]

## 歴史

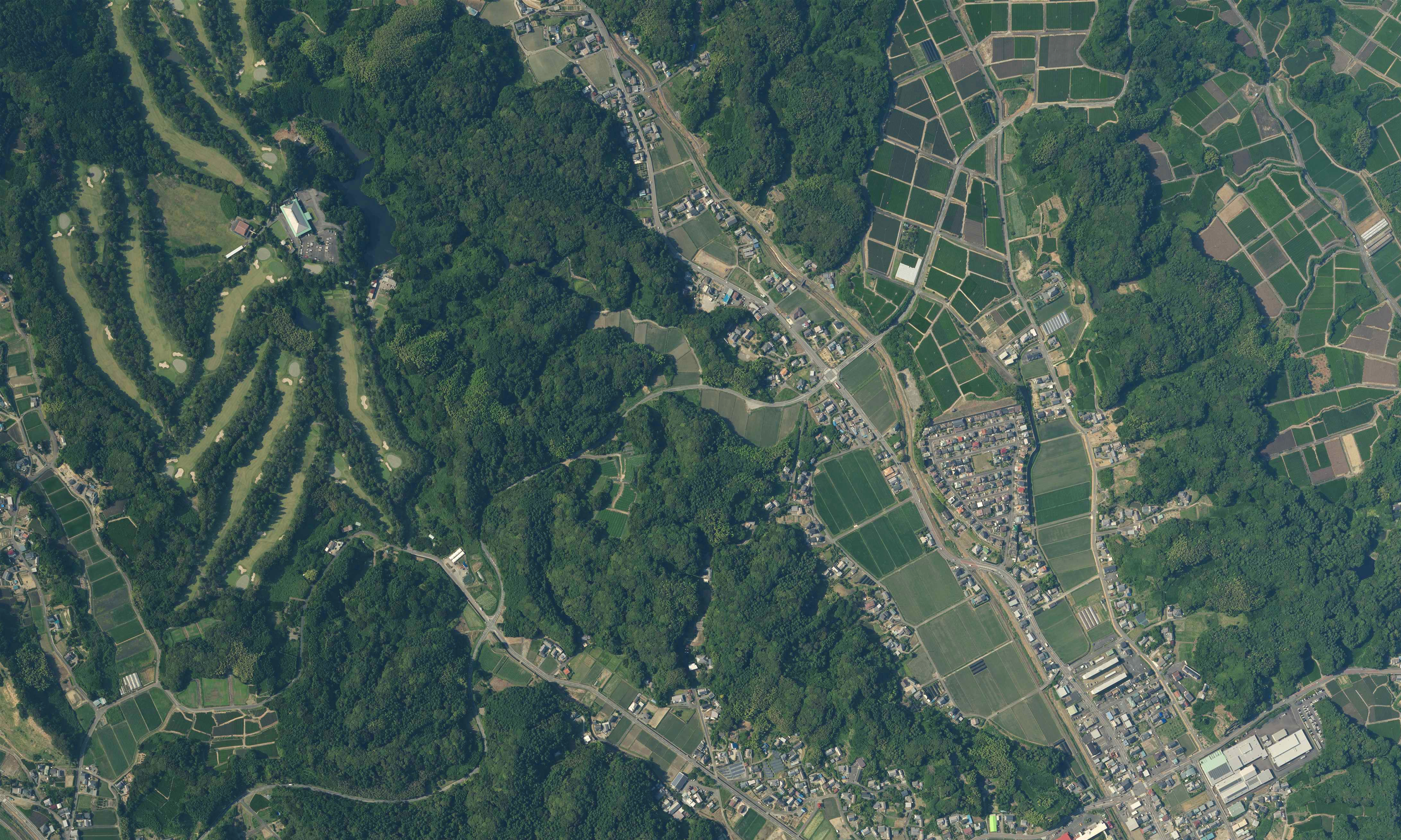
氏子区域である静岡県掛川市高瀬の航空写真（2020年6月16日）。猿田彦神社は高瀬の中央の山地に位置している

創建された正確な時期は不明であるが、由緒書きに基づけば少なくとも室町時代まで遡ると考えられる。境内の由緒書きの立て札などには、足利家にまつわる逸話が記されている。それによれば、征夷大将軍となった足利尊氏の子である足利基氏は、関東管領として鎌倉府に下向することになったが、その基氏の娘が大沢権太夫とともに遠江国城飼郡佐束郷の高瀬の地にやってきたという。基氏の娘は守本尊を深く信仰しており、それを祀るための社として「天白大権現」を創建した。それ以来、天白大権現は遠江国城飼郡佐束郷の高瀬の地に鎮座する。基氏の娘の死後、高瀬の住民は基氏の娘の遺徳を偲ぶとともに、天白大権現を深く信仰するようになった。その結果、高瀬の住民は天白大権現の氏子となった。
なお、高瀬においては、これとは別の足利家にまつわる伝承も遺されている。それによれば、足利尊氏の子である足利直冬は、室町幕府に反旗を翻し、実父である尊氏と対立するようになった。尊氏からの攻勢を避けるため、直冬の娘である「三の姫」は大沢、斉藤、栗田、三橋ら4名の家臣とともに落ち延び、遠江国城飼郡佐束郷の高瀬の地に辿り着いたという。三の姫は仏門に帰依し、高瀬の地に小さな堂宇を建ててそこに住まうことになった。高瀬に今も残る「込堂」という名称は、三の姫の堂宇に由来するという。さらに、高瀬の八相寺には三の姫の墓所も遺されており、当神社も三の姫の伝承を今に伝えるものの一つだとされている。このように、高瀬には多様な伝承が遺されており、さまざまな異説が存在するとされる。
一方、『永享記』などを根拠として、上記とは別の足利家にまつわる説も提唱されている。それによれば、高瀬に落ち延びてきたのは足利持氏の娘だとされる。足利尊氏の玄孫である持氏は、「鎌倉公方」と呼ばれた足利基氏の曾孫にあたる。持氏も鎌倉公方となって鎌倉府を率いていたが、上杉禅秀の乱にて敗走し、駿河国に追放される事態となった。のちに持氏は鎌倉府に復帰したものの、今度は室町幕府と対立するようになり、最終的に永享の乱にて自害に追い込まれた。静岡県牧之原市の大澤寺のウェブサイトでは、この持氏の三女が「三の姫」であり、家臣に匿われて高瀬で暮らしていたという説を紹介している。
江戸時代に入っても、天白大権現は氏子らの尊崇を広く集めてきた。鎮座地は遠江国城東郡佐束村に属していたが、旧暦寛永2年に佐束村が分割されたため、以降は高瀬村に属していた。1721年（旧暦享保6年8月）には、高瀬村の氏子が一致団結して協力し合い、本殿の改築に漕ぎ着けている。
しかし、明治時代に入ると神仏分離の動きが加速し、本地垂迹説の影響を受けた「大権現」という神号は見直されるようになる。このうねりはやがて全国に波及していった。高瀬村に隣接する城東郡小貫村においても、旧暦明治3年に「二宮大権現」を「二宮神社」に改称するなど、帝都から遠く離れた城東郡にも影響が及んでいった。このような情勢を受け、天白大権現も、1871年（旧暦明治4年6月）に神官によって「猿田彦神社」と改称された。なお、近代社格制度においては、無格社とされていた。

## 境内
佐束山に連なる山中に鎮座しており、周辺には豊かな杉林が見受けられる。また、麓には佐束川が流れている。参道を過ぎて鳥居を抜けると、境内まで石段が続いている。境内は山中に位置していることから、ひっそりとした静寂に包まれている。

## 祭事・年中行事
かつては10月17日に例祭が執り行われていた。

## 氏子区域
- 静岡県掛川市高瀬[2]

## 略歴
- 1721年 - 本殿改築[2]。
- 1871年 - 猿田彦神社に改称[2]。

### 註釈
1. ↑  足利基氏は関東管領に任じられたが、まだ幼かったため、斯波家長や上杉憲顕が関東執事として基氏を補佐することになった。しかし、関東執事を務める上杉家が「関東管領」を名乗るようになったため、関東管領を務める足利家は「鎌倉公方」を名乗るようになった。そのため、足利基氏は「鎌倉公方」として知られている。
2. ↑  遠江国城飼郡は、平安時代以降は城東郡とも表記されるようになり、近世以降は専ら城東郡と表記される。
3. ↑  遠江国城飼郡佐束郷は、高瀬村、小貫村、中方村、岩滑村で構成されていた。佐束郷のうち高瀬村、小貫村、中方村に該当する領域が、のちに佐束村に移行した。その後、佐束村は分割されることになり、旧暦寛永2年に高瀬村、小貫村、中方村が設置された。
4. ↑  静岡県城東郡高瀬村は、小貫村、中方村と合併し、1889年に佐束村が設置された。
5. ↑  遠江国城東郡は、1871年7月に静岡県に属し、同年11月に浜松県に属し、1876年に静岡県に属した。
6. ↑  静岡県城東郡小貫村は、高瀬村、中方村と合併し、1889年に佐束村が設置された。
7. ↑  静岡県城東郡は、佐野郡と合併し、1896年に小笠郡が設置された。

## 関連人物
- 足利尊氏
- 足利直冬
- 足利持氏
- 足利基氏